# Haus Emmer (Timișoara)

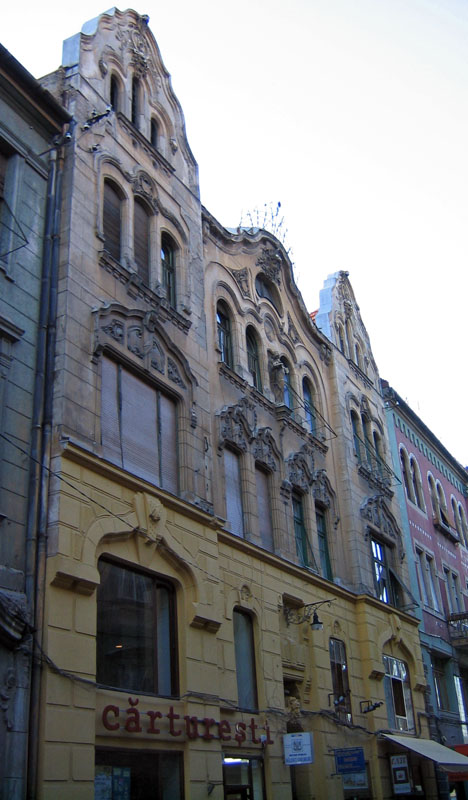
Haus Emmer, 2006

Das Haus Emmer (rumänisch Casa Emmer oder Palatul Emmer) ist ein denkmalgeschütztes dreistöckiges Gebäude in unmittelbarer Nähe des Piața Unirii der westrumänischen Stadt Timișoara. Die Adresse ist Strada Mercy Nr. 7.

## Geschichte
Das Gebäude wurde 1908 nach Plänen des Leitenden Architekten der Stadt, László Székely, in eklektizistischem Baustil mit Elementen aus dem Barock und dem Jugendstil (Wiener Secession) errichtet.

## Beschreibung
Die dreigeteilte Fassade besteht aus einem Mittelteil und zwei Seitenelementen. Die Seitenteile sind höher und haben jeweils drei längliche Fenster in der oberen Etage, während der niedrigere Mittelteil je vier Fenster pro Stockwerk aufweist. An der Fassade der oberen Etage ist eine Statue angebracht.